# Џеферсон (Охајо)
Џеферсон (енгл. Jefferson) град је у америчкој савезној држави Охајо.

## Демографија
По попису из 2010. године број становника је 3.120, што је 452 (-12,7%) становника мање него 2000. године.
| Група             | 2000.         | 2010.         |
| Белци             | 3.454 (96,7%) | 3.005 (96,3%) |
| Афроамериканци    | 51 (1,4%)     | 33 (1,1%)     |
| Азијати           | 8 (0,2%)      | 13 (0,4%)     |
| Хиспаноамериканци | 22 (0,6%)     | 32 (1,0%)     |
| Укупно            | 3.572         | 3.120         |